# Фам Тхі Хює
Фам Тхі Хює (в'єт. Phạm Thị Huế; нар. 26 жовтня 1987) — в'єтнамська борчиня вільного стилю, бронзова призерка чемпіонату Азії, чемпіонка Ігор Південно-Східної Азії.

## Життєпис
Боротьбою почала займатися з 2001 року. У 2007 році здобула срібну медаль чемпіонату Азії серед юніорів.
Тренер — Бюлент Бехчет.

## Спортивні результати на міжнародних змаганнях

### Виступи на Чемпіонатах світу
| Змагання                        | Збірна  | Вагова категорія          | Місце |
| ------------------------------- | ------- | ------------------------- | ----- |
| Чемпіонат світу з боротьби 2006 | В'єтнам | жіноча боротьба, до 51 кг | 12    |
| Чемпіонат світу з боротьби 2007 | В'єтнам | жіноча боротьба, до 55 кг | 21    |
| Чемпіонат світу з боротьби 2013 | В'єтнам | жіноча боротьба, до 55 кг | 14    |

### Виступи на Чемпіонатах Азії
| Змагання                       | Збірна  | Вагова категорія          | Місце  |
| ------------------------------ | ------- | ------------------------- | ------ |
| Чемпіонат Азії з боротьби 2008 | В'єтнам | жіноча боротьба, до 51 кг | Бронза |
| Чемпіонат Азії з боротьби 2009 | В'єтнам | жіноча боротьба, до 51 кг | 7      |
| Чемпіонат Азії з боротьби 2010 | В'єтнам | жіноча боротьба, до 55 кг | 7      |
| Чемпіонат Азії з боротьби 2014 | В'єтнам | жіноча боротьба, до 55 кг | 8      |

### Виступи на Азійських іграх
| Змагання           | Збірна  | Вагова категорія          | Місце |
| ------------------ | ------- | ------------------------- | ----- |
| Азійські ігри 2010 | В'єтнам | жіноча боротьба, до 55 кг | 9     |

### Виступи на Іграх Південно-Східної Азії
| Змагання                        | Збірна  | Вагова категорія          | Місце  |
| ------------------------------- | ------- | ------------------------- | ------ |
| Ігри Південно-Східної Азії 2013 | В'єтнам | жіноча боротьба, до 55 кг | Золото |

### Виступи на змаганнях молодших вікових груп
| Змагання                                     | Збірна  | Вагова категорія          | Місце  |
| -------------------------------------------- | ------- | ------------------------- | ------ |
| Чемпіонат Азії з боротьби серед юніорів 2007 | В'єтнам | жіноча боротьба, до 55 кг | Срібло |